# Open Air Pförring
Das Open Air Pförring war ein seit 1990 bestehendes zweitägiges Gratis-Musikfestival am Baggersee in Pförring. Das ehemals kleine Fest hatte Besucherzahlen zwischen 10.000 und 15.000 Besuchern. Es wurde von dem Verein Die lustigen Kumpels e.V. veranstaltet. Da nach der Covid-19-Pandemie ein stetig zurückgehendes Besucherinteresse stattfand, wurde für die Jahre 2022 bis 2024 Eintritt verlangt. Im September 2024 wurde das Open Air für beendet erklärt.

## Geschichte
Der Verein Die Lustigen Kumpels gründete sich 1984 und bestand zu Beginn aus 16 Freunden. Fünf Jahre später wurde das Festival zum ersten Mal veranstaltet, damals noch als vereinsinternes Fest mit Livemusik. Schon zu diesem Zeitpunkt kamen ca. 200 Gäste. In der über 25-jährigen Geschichte vergrößerte sich das Festival kontinuierlich und umfasst heute einen Besucherstamm von 10.000 bis 15.000 Musikfans, die sich am Gelände um den Baggersee versammeln. Auf einer benachbarten Wiese werden Zeltplätze zur Verfügung gestellt. Musikalisch versucht man möglichst viele Genres zu bedienen. Dabei setzt das Festival sowohl auf bekannte Headliner als auch auf regionale Bands. Den Besucherrekord stellte man beim Festival erstmals 2005 auf, als 15.000 Besucher das Festival besuchten. Das Open Air ist kostenlos. Lediglich 2015 wurde an einem Tag Eintritt verlangt, da die Kosten des Festivals gestiegen waren. Das wurde jedoch von den Besuchern nicht angenommen, die sich in einer Abstimmung gegen die Eintrittspreise aussprachen.
Aufgrund der COVID-19-Pandemie musste die Veranstaltung 2020 sowie 2021 abgesagt werden. Im Jahr 2022 und 2023 fand das Open Air wieder statt, jedoch nicht kostenlos. Es wurden Tages- sowie Wochenendtickets angeboten. Da die Besucherzahlen stetig gesunken waren, wurde für das Open Air 2024 verstärkt auf Musik in bairischer Mundart gesetzt sowie eine Bühne mit elektronischer Musik in der „Beach Bar“ eingerichtet. Im September 2024 wurde das Ende des Open Airs verkündet.

## Übersicht
| Datum                 | Künstler | Sonstiges                                                                      | Besucher                                           |
| --------------------- | --- | ------------------------------------------------------------------------------ | -------------------------------------------------- |
| 1997                  | Bonfire, Hanse Schoierer und die Groove Gang, Poop's n'Run, Superfreak | Wegen Regen mussten Waterproof Strawberries und Captains Bog ausfallen         |                                                    |
| 1998                  | Fiddler’s Green, Captain's Bog, Hanse Schoierer und Berger's Groove-Gang, Number Nine, Roykey, Waterproof Strawberries |                                                                                | 7000                                               |
| 1999                  | The Seer, C.B. Green, Luis Trinker's Höhenrausch, Mac Loud, Tana Nile, Michael Jackts Net, The Gunmen | 10. Ausgabe des Festivals                                                      |                                                    |
| 2000                  | Bananafishbones, Die Happy, Kon Chauvi, Luis Trinker's Höhenrausch, Dr. Noise, Street Survivors, Warum, Kordon Blö |                                                                                |                                                    |
| 2001                  | Guildo Horn, Liquido, HNO, Panta Rei, Adams Bryan, Generation X, Crick, Freudenpark, Kordon Blö |                                                                                |                                                    |
| 2002                  | Fiddler’s Green, Mayqueen, Foggy Dew, 5 kleine Jägermeister, Mellow Sirens, Roach Control, P.C. Valentine, Tell Your Mother, 4Backwoods |                                                                                | 8.000–10.000                                       |
| 2003                  | Abba Again, Sub7even, Glow, Suit Yourself, Face, Cycodad, 4Backwoods, In Search of a Rose |                                                                                | 10.000                                             |
| 17. und 18. Juli 2004 | Manfred Mann’s Earth Band, Fury in the Slaughterhouse, Chair-o-plane, Frameless, belly Buton, Luis Trinker's Höhenrausch, Anorak, Roach Control, Ras dashan                                                                                              |                                                                                | > 10.000                                           |
| 22. und 23. Juli 2005 | Freitag: Martin Kesici, Lunik, eleVate, Erwin und die Heckflossen, Samstag: Liquido, T. Turner Band, Beyond the Void, The Bridge, Double You |                                                                                | 15.000                                             |
| 21. und 22. Juli 2006 | Freitag: Bonfire, Elli Erl, Echoes, Blind, Samstag: Die Happy, Urban Ego, The Excess, Karpatenhund, Red Sunset |                                                                                | 13.000                                             |
| 20. und 21. Juli 2007 | Freitag: Fiddler’s Green, Cannon Ball, Mondscheiner, Audiogen, Samstag: Gotthard, Dezperadoz, My New Zoo, Myris, Double You | Nach schwerem Unwetter musste nach My New Zoo das Festival abgebrochen werden. | 10.000                                             |
| 18. und 19. Juli 2008 | Freitag: The Poodles, Kon Chauvi, The Gunmen, Rockxon, Samstag: Gotthard, My New Zoo, Double You, Soon, Ortsgespräch |                                                                                | >10.000                                            |
| 17. und 18. Juli 2009 | Freitag: Mother’s Finest, Shakra, Jenson, 5BUGS, Samstag: Extrabreit, The Seer, 7ieben, The New Story, Superstamp |                                                                                | 7.000                                              |
| 23. und 24. Juli 2010 | Freitag: The Poodles, Green.Frog.Feet, Elvenking, Yellow Press, Samstag: Shakra, Just Pink, Irishsteirisch, Rock Society, Konstinger |                                                                                |                                                    |
| 22. und 23. Juli 2011 | Freitag: Die Happy, Zico, Rock Society, Good News, Samstag: Fiddler’s Green, Mono Inc., Daniel Gardenier, Destination Anywhere, Poem |                                                                                | 12.000                                             |
| 20. und 21. Juli 2012 | Freitag: Axxis, Kellner, Tamad, Kontrust, Samstag: Kissin’ Dynamite, Luxuslärm, Weißwurscht is, Tempesta, Top Spin |                                                                                |                                                    |
| 19. und 20. Juli 2013 | Freitag: Letzte Instanz, Wisdom, Firkin, Voltraid, Samstag: Oomph!, Bürgermeista & die Gemeinderäte, Wir und die Anderen, Soon, Echoes |                                                                                | 15.000                                             |
| 19. und 20. Juli 2014 | Freitag: Mother’s Finest, Abba Again, Luis Trinker's Höhenrausch, Oreidig, Whiskeydust, Samstag: Mono Inc., Ez Livin, The Seer |                                                                                | 10.000                                             |
| 17. und 18. Juli 2015 | Freitag: Heino, 21Octayne, Luis Trinkers Höhenrausch, Samstag: The Sweet, Sacco & Mancetti, Xandria, The Booze Bros., Unlimited Culture, Nachtschwärmer                                                                                                  | Erstmals kostete der Freitag Eintritt.                                         |                                                    |
| 22. und 23. Juli 2016 | Freitag: Bonfire, Stahlmann, Waiting for Summer, Donautaler. Samstag: Delain, First Generation of Number Nine, Kissin’ Dynamite, Zwoastoa, The Trouble Machine                                                                                           |                                                                                |                                                    |
| 21. und 22. Juli 2017 | Freitag: Dicht und Ergreifend, Sacarium, Turbobier, Tobias Regner, Donautaler, Samstag: First Generation of Number Nine, Mystigma, She’s Got Balls, Paddy Murphy, Waiting for Summer                                                                     |                                                                                | 10.000                                             |
| 20. und 21. Juli 2018 | Freitag: D’Hundskrippln, Hans Söllner, nullDB. Samstag: Bonny & Clyde, Feuerschwanz, Hanse Schoierer, Onesee, Paddy and the Rats |                                                                                | 15.000                                             |
| 18./19./20. Juli 2019 | Donnerstag: First Generation, Spider Murphy Gang. Freitag: Donautaler, Liquid & Maniac, The Weight, J.B.O., Sacarium. Samstag: Vogelmayer, Journeye, Rebel Monster, She's Got Balls, Golden Glitter Band.                                                | Zum 30. Jubiläum ging das Festival erstmals über drei Tage.                    |                                                    |
| 2020                  | Keine Veranstaltung aufgrund der Covid-19-Pandemie | Keine Veranstaltung aufgrund der Covid-19-Pandemie                             | Keine Veranstaltung aufgrund der Covid-19-Pandemie |
| 2021                  | Keine Veranstaltung aufgrund der Covid-19-Pandemie | Keine Veranstaltung aufgrund der Covid-19-Pandemie                             | Keine Veranstaltung aufgrund der Covid-19-Pandemie |
| 22. und 23. Juli 2022 | Freitag: Donautaler, Fenzl, Bbou, Turbobier, Los Brudalos. Samstag: Flaming Fenix, Tame the Abyss, Jack Slamer, Hämatom, Sacarium. | Erstes Jahr, bei dem Eintritt für beide Tage verlangt wurde.                   |                                                    |
| 21. und 22. Juli 2023 | Freitag: Donautaler, Herbst, Engst, U.D.O., Paddy Murphy. Samstag: The Enfys, Flaming Fenix, ABBA-Coverband, Queen-Coverband, Mono Inc. |                                                                                | 4000                                               |
| 19. und 20. Juli 2024 | Freitag: Donautaler, Oreidig, Unlimited Culture, Los Brudalos, Anja Bavaria. Samstag: Vogelmayer, Da oide Schlog, Fenzl, Lenze & de Buam, Erwin & Edwin, Heischneida. Beach Bar: Freitag: DJ Duo Freshbar, Habe & Dere. Samstag: Sanrito, Monte.el.Musgo | Zusätzliche Bühne „Beach Bar“ mit elektronischer Musik                         | 2500                                               |